# Ozarba bicornis
Ozarba bicornis là một loài bướm đêm trong họ Noctuidae.